# St. Johannes Evangelist (Ursberg)

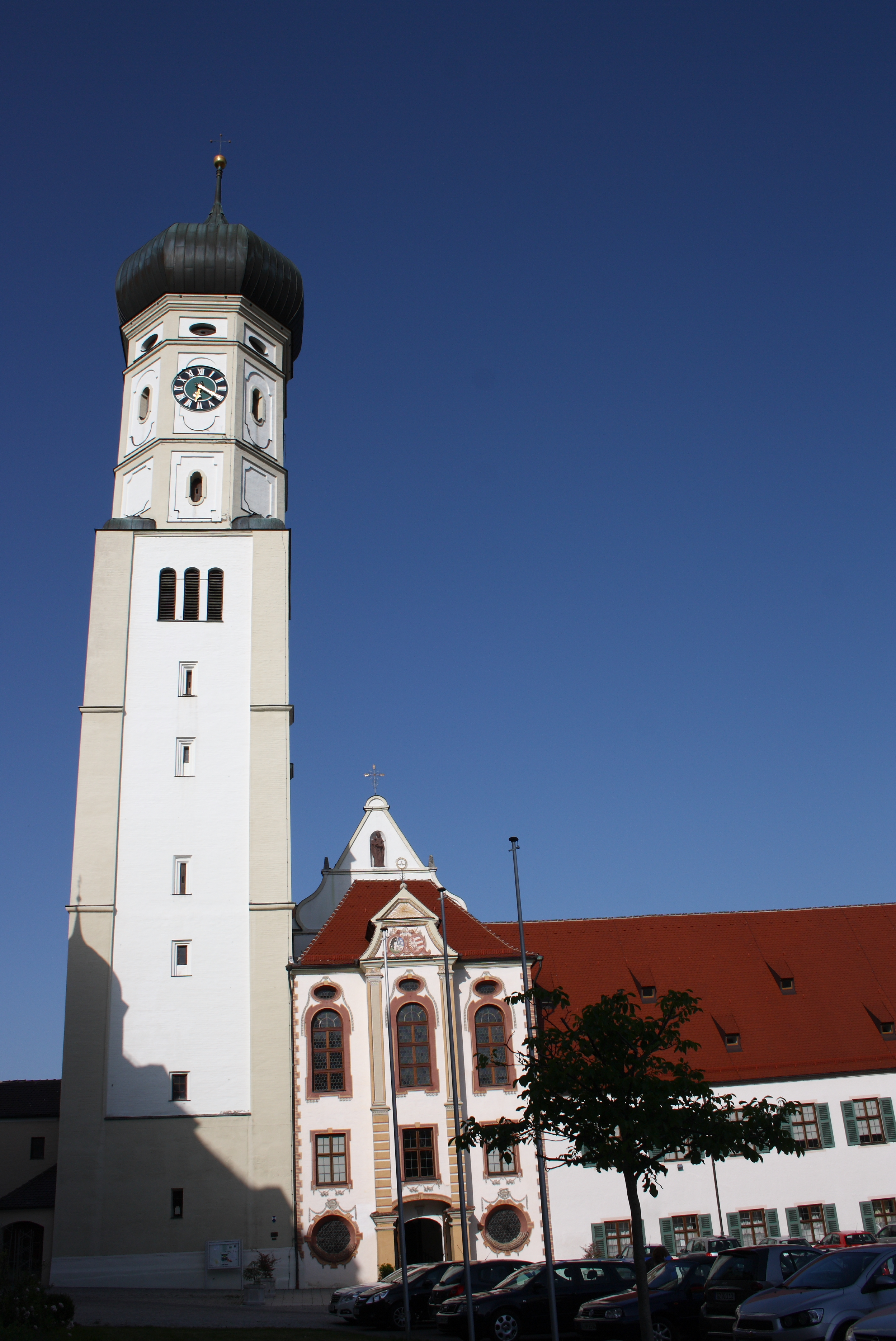
St. Johannes Evangelist in Ursberg Turm und Westfassade

Die römisch-katholische Pfarrkirche St. Johannes Evangelist und Petrus ist eine ehemalige Stiftskirche des Prämonstratenserordens in Ursberg, einer Gemeinde im bayerisch-schwäbischen Landkreis Günzburg.

## Geschichte

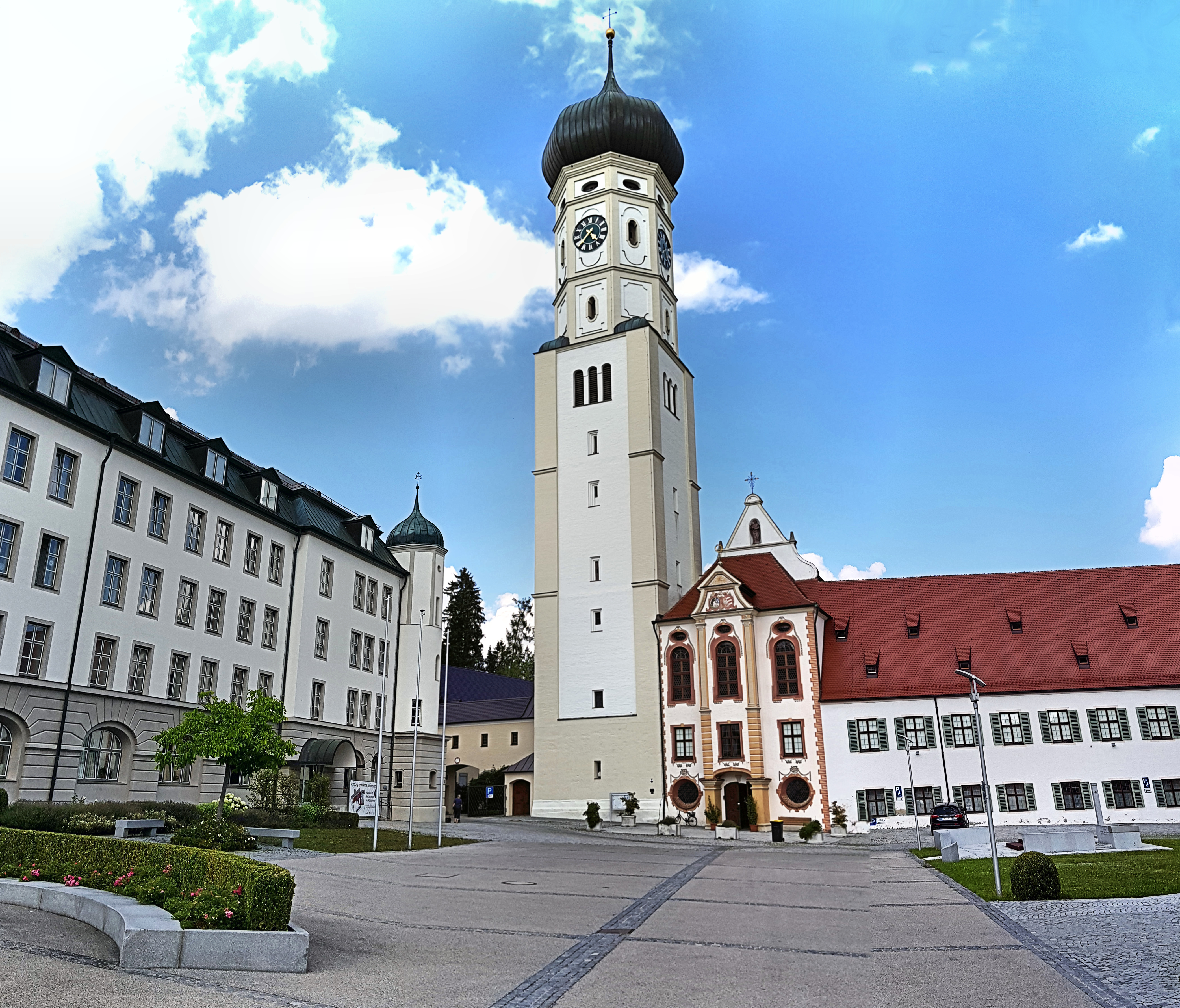
Klosterhof mit ehem. Klosterkirche und angrenzenden Gebäuden

Ein erster Kirchenbau aus der Gründungszeit des Klosters wurde nach einem Brand 1142 wieder hergestellt. Unter den Pröpsten Burchard und Konrad von Lichtenau erfolgte ein Neubau, der etwa 1224 begonnen und 1230 geweiht wurde. Die neu entstandene Basilika besaß drei Schiffe und vermutlich drei Apsiden. Im 15. Jahrhundert wurden diese in polygonaler Form erneuert.
Nach einem Brand im Dreißigjährigen Krieg waren die Kirche und das Kloster völlig zerstört. Der Wiederaufbau unter Verwendung der romanischen Gemäuer erfolgte von 1666 bis 1674. Als Baumeister beauftragte der Abt Matthäus Hochenrieder den Oberrohrer Maurermeister Christoph Weigel. Es wurden eine Vorhalle angebaut und das Mittelschiff erhöht. 1622 wurde das achteckige Oktogon des Turmes aufgesetzt, die Zwiebel kam erst 1654 hinzu.
Nach Fertigstellung der Kirche erfolgte, ebenfalls unter Christoph Weigel, der Wiederaufbau des Klosters. Propst Wilhelm III. Schöllhorn ließ 1776 Kirche und Kloster durch den Wettenhauser Stiftsbaumeister Joseph Dossenberger den Jüngeren im Stil des späten Rokoko umgestalten. In dieser Zeit entstanden auch die Deckenfresken von Jakob Fröschle und Konrad Huber. Nach der Säkularisation blieb die Stiftskirche als Pfarrkirche erhalten.

## Ausstattung

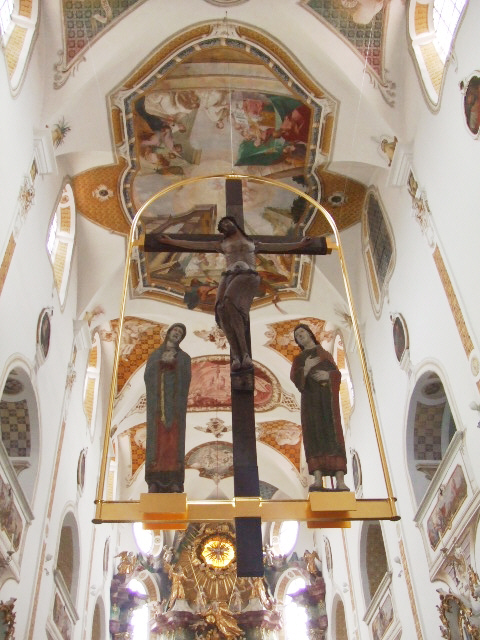
Kreuzigungsgruppe um 1250

Die Stukkaturen und Fresken schuf Jakob Fröschle 1776, die drei Deckenbilder im Nebenchor malte Konrad Huber 1794. Der Hochaltar von Johann Wagner und Johann Pflaum stammt von 1733, das Altarblatt von Konrad Huber von 1794 zeigt die Himmelfahrt Mariens. Die seitlichen Figuren stellen die Kirchenpatrone Petrus und Johannes und der Ordensgründer Augustinus und Norbert sowie der Verkündigung Mariens dar. Die zwei kleinen Seitenaltäre von 1778 zeigen links den Hl. Franziskus und rechts den Hl. Johannes.
Die Altäre im Seitenschiff entstanden um 1775 mit einem Aufbau von 1689 werden von den Seitenfiguren flankiert, links der Hl. Wolfgang und der Hl. Ägidius, rechts der Hl. Sebastian und der Hl. Rochus, in den Auszügen die Hl. Katharina und der Hl. Stephanus. Das Chorgestühl ist von 1686. Die Kanzel kam 1777 hinzu. Erwähnenswert ist auch das romanische Kreuz aus dem ersten Drittel des 13. Jahrhunderts mit den Assistenzfiguren der heiligen Gottesmutter und des Evangelisten Johannes. Seit 2003 hängt es im Chor.

## Orgeln

### Hauptorgel

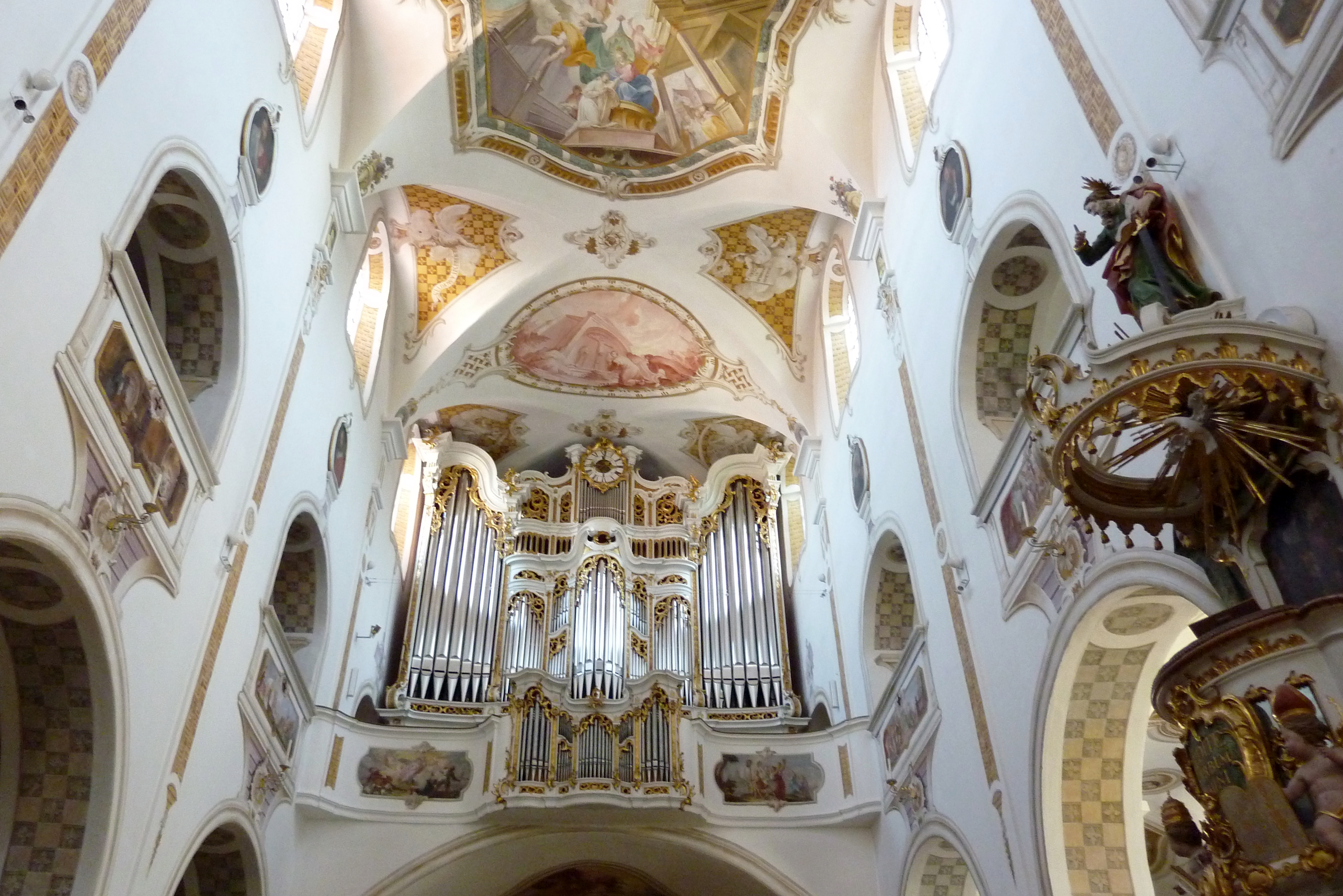
Hauptorgel

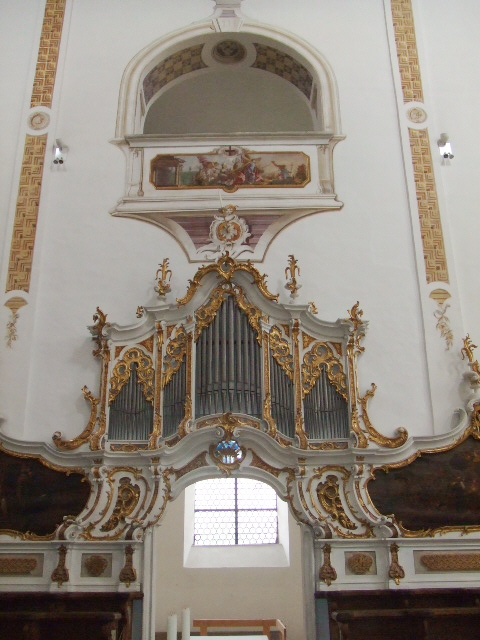
Chororgel

Die Hauptorgel wurde 1776 von dem Orgelbauer Johann Nepomuk Holzhey gebaut. Das Instrument hat 26 Register auf zwei Manualen und Pedal. 1999 wurde das Werk von Johannes Klais Orgelbau  restauriert.
| I Hauptwerk C–f3 |                |    |
| 1.               | Principal      | 8′ |
| 2.               | Gamba          | 8′ |
| 3.               | Quintadena     | 8′ |
| 4.               | Onda maris     | 8′ |
| 5.               | Coppel         | 8′ |
| 6.               | Flautravers    | 8′ |
| 7.               | Octav          | 4′ |
| 8.               | Flöten         | 4′ |
| 9.               | Sexquialtera   | 3′ |
| 10.              | Naßart         | 3′ |
| 11.              | Superoctav     | 2′ |
| 12.              | Mixtur V       | 2′ |
| 13.              | Fagott / Huboe | 8′ |

| II Positiv C–f3 |             |       |
| 14.             | Waldflauten | 8′    |
| 15.             | Gedect      | 8′    |
| 16.             | Principal   | 4′    |
| 17.             | Flöten      | 4′    |
| 18.             | Cornet III  | 2 ⁄3′ |
| 19.             | Schalmey    | 8′    |

| Pedal C–a0 |               |     |
| 20.        | Prästant      | 16′ |
| 21.        | Subbass       | 16′ |
| 22.        | Octav Bass    | 8′  |
| 23.        | Violoncell    | 8′  |
| 24.        | Mixtur Bass V | 4′  |
| 25.        | Bompard       | 16′ |
| 26.        | Trompeta      | 8′  |

- Koppeln: II/I, I/P

### Chororgel
Die Kirche erhielt 1778 eine kleinere Chororgel, die ebenfalls von Holzhey erbaut wurde. Das Instrument stand im Chorraum auf der nördlichen Seite. Der elegante Rokoko-Prospekt erhielt auf der gegenüberliegenden Seite ein Pendant. Das Schleifladeninstrument besaß 11 Register, verteilt auf einem Manual und Pedal. 1905 wurde der Spieltisch entfernt, 1925 das Spiel- und Pfeifenwerk. Heute sind nur noch die beiden Prospekte erhalten. Zur Disposition sind keine Aufzeichnungen vorhanden. In Anlehnung an weitere Werke Holzheys könnte sie wie folgt dispositioniert gewesen sein:
| I Hauptwerk C–f3 |             |    |
| 1.               | Coppel      | 8′ |
| 2.               | Flöte       | 8′ |
| 3.               | Gamba       | 8′ |
| 4.               | Principal   | 4′ |
| 5.               | Flöte       | 4′ |
| 6.               | Octav       | 2′ |
| 7.               | Sesquialter |    |
| 8.               | Mixtur      | 1′ |

| Pedal C–a0 |           |     |
| 9.         | Subbaß    | 16′ |
| 10.        | Octavbass | 8′  |
| 11.        | Violonbaß | 8′  |

- Koppeln: I/P

## Grabplatten
- Propst Konrad von Lichtenau († 1240)
- Heinrich von Rain († 1378)
- Hans von Freyberg († 1483)
- Abt Georg Lechler († 1575)
- Abt Thomas Mang († 1569)
- Abt Jakob Miller († 1595)

## Geläut
Der Turm verfügt über vier historische Glocken:
| Nr. | Name (Widmung) | Gussjahr | Gießer                                                      | Masse (kg, ca.) | Schlagton (HT-1/16) |
| 1   | Große Glocke   | 1653     | Honoratus u. Claudius Rosier & Johannes Denorge, Lothringen | 1250            | d¹                  |
| 2   | Zwölferin      | 1736     | Johannes Weber, Augsburg                                    | 600             | fis¹                |
| 3   | Elferin        | 1764     | Philipp Abraham Brandmaier, Augsburg                        | 250             | c²                  |
| 4   | Kleine Glocke  | 1750     | Johann Baptista Maderhofer, Augsburg                        | 225             | cis²                |